# Halina Najder

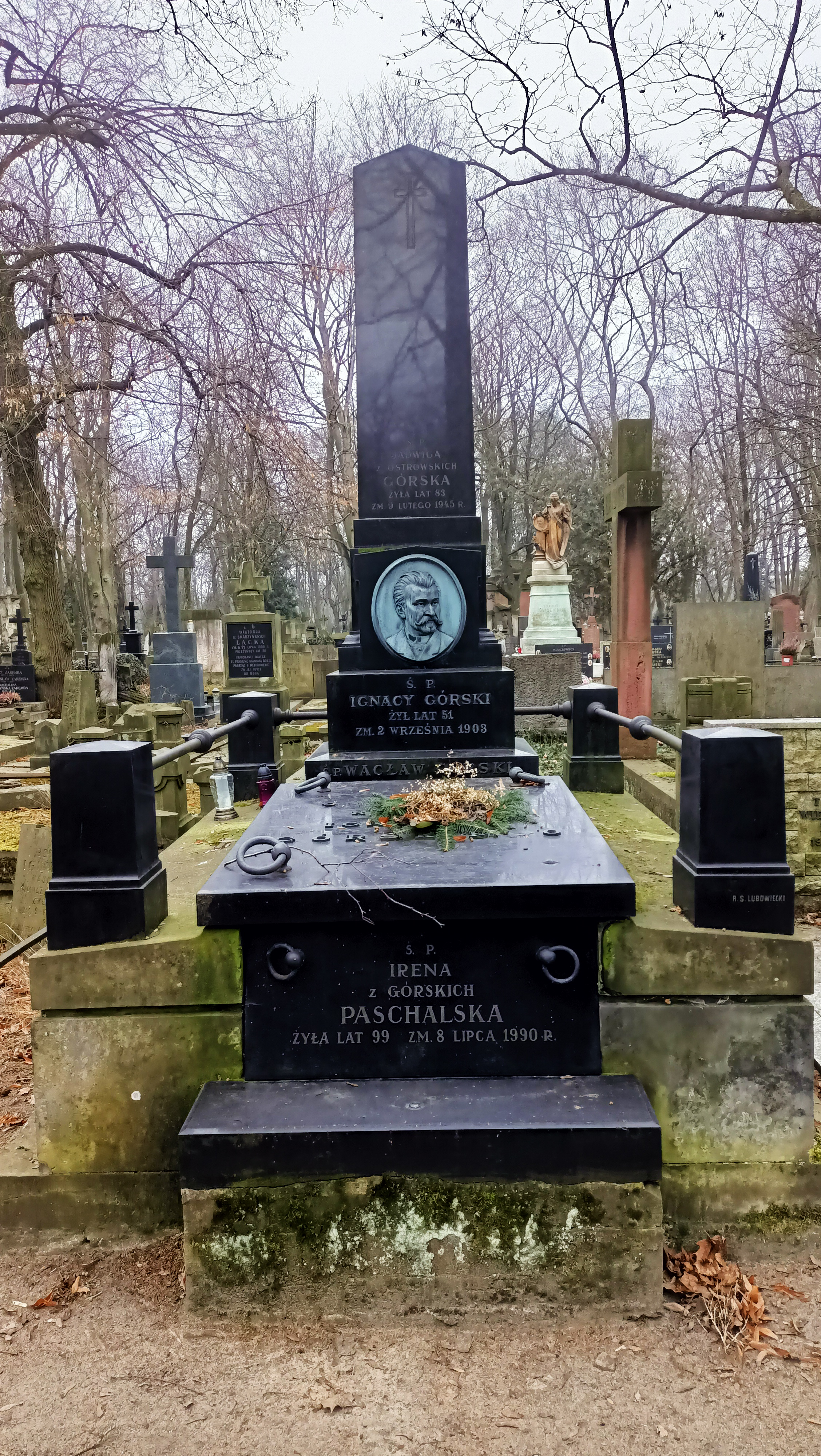
Grób Haliny Najder na cmentarzu Powązkowskim w Warszawie

Halina Teresa Najder, z domu Paschalska (ur. 7 października 1926 w Warszawie, zm. 4 lutego 2017 tamże) – polska tłumaczka literatury angielskiej, uczestniczka powstania warszawskiego.

## Życiorys
Była córką Władysława Paschalskiego (właściciel Fabryki Maszyn dla Przemysłu Tytoniowego w Warszawie, zm. w 1927 r. w wieku 44 lat) i Ireny z domu Górskiej (zm. w 1990 r. w wieku 99 lat).
Podczas II wojny światowej zaangażowała się w konspirację w ramach Szarych Szeregów i Armii Krajowej. Od stycznia 1942 r. należała do plutonu sanitarno-łącznościowego batalionu „Wigry” w ramach Okręgu Warszawa AK. Ukończyła tajne kształcenie w Szkole Podchorążych Rezerwy Piechoty „Agricola”. Uczestniczyła w powstaniu warszawskim w szeregach macierzystego batalionu „Wigry” pełniąc funkcje strzelca sanitariuszki oraz łączniczki i używając pseudonimów „Hala Danowska” (względnie osobno: „Danowska” i „Hala”) „Danka”. U kresu walk 2 października 1944 opuściła stolicę wspólnie z ludnością cywilną.
Po wojnie podjęła studia polonistyczne. Z uwagi na represje komunistyczne na członkach AK, po 1946 r. wyemigrowała, dzięki zawarciu fikcyjnego małżeństwa z mającym brytyjskie obywatelstwo Krystynem Kleniewskim. Po pierwszym mężu nosiła nazwisko Carroll. Później wyszła za mąż po raz drugi, za Zdzisława Najdera, z którym przeżyła w małżeństwie blisko 50 lat. W 1969 r. wróciła z Najderem i dwójką dzieci do Polski. Od 1976 do 1981 r. była działaczką założonego przez męża Polskiego Porozumienia Niepodległościowego. W czasie wprowadzenia stanu wojennego 13 grudnia 1981 przebywała za granicą, skąd powróciła po upadku komunizmu w 1989 r.
Zajmowała się tłumaczeniem literatury angielskiej. Przekładała na język polski dzieła Josepha Conrada (m.in. opowiadanie Tajfun, Książę Roman, Tajemny wspólnik, The Selected Letters), Edwarda Morgana Forstera (Pokój z widokiem), Martina Malii. Ponadto tłumaczyła na język angielski biografię Josepha Conrada autorstwa swojego męża Z. Najdera, dramaty Zbigniewa Herberta.
Zmarła 4 lutego 2017 w Warszawie. Została pochowana na cmentarzu Powązkowskim w Warszawie 14 lutego 2017.

## Ordery i odznaczenia
- Krzyż Kawalerski Orderu Odrodzenia Polski – pośmiertnie 14 sierpnia 2017 za wybitne zasługi dla niepodległości Rzeczypospolitej Polskiej, za popularyzowanie polskiej kultury na świecie[9]
- Medal Wojska dwukrotnie[1][5]
- Krzyż Armii Krajowej[1][5]
- Warszawski Krzyż Powstańczy[1][5]
- Odznaka „Weteran Walk o Wolność i Niepodległość Ojczyzny”[5]